# Orites

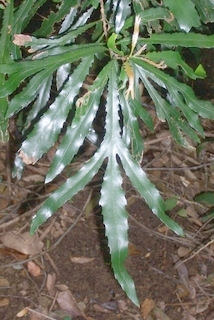
Liść gatunku Orites excelsus

Orites R. Br. – rodzaj roślin z rodziny srebrnikowatych (Proteaceae). Obejmuje co najmniej 2 gatunki występujące naturalnie w Australii i Ameryce Południowej.

## Morfologia
PokrójDrzewo lub krzew.
LiścieCałobrzegie. Brzegi liścia są ząbkowane lub klapowane.
KwiatyZebrane w kwiatostanach. Działki kielicha mają białą bądź kremową barwę.
OwoceSkórzaste mieszki w kształcie łodzi. Posiadają po 2 nasiona.

## Systematyka
Pozycja i podział rodziny według Angiosperm Phylogeny Website (aktualizowany system APG III z 2009)
Rodzaj z rodziny srebrnikowatych stanowiącej grupę siostrzaną dla platanowatych, wraz z którymi wchodzą w skład rzędu srebrnikowców, stanowiącego jedną ze starszych linii rozwojowych dwuliściennych właściwych. W obrębie rodziny rodzaj stanowi klad bazalny w plemieniu Roupalinae L.A.S. Johnson & B.G. Briggs, 1975. Plemię to klasyfikowane jest do podrodziny Grevilleoideae Engl., 1892
Wykaz gatunków
| - Orites fiebrigii (Perkins) Diels ex Sleumer - Orites myrtoideus (Poepp. & Endl.) Engl. |